# Église Notre-Dame-de-l'Assomption de Laubressel
L'église Notre-Dame-de-l'Assomption est une église située à Laubressel, en France.

## Description
L'église du XVIe siècle était le siège d'une paroisse du Grand-doyenné de Troyes. Ces décimateurs étaient l'abbaye de Larrivour et de Notre-Dame-aux-Nonnains. Elle est bâtie sur un plan de croix latine et possède une abside à trois pans. Le beffroi de bois remplace l'ancien clocher qui fut détruit par la foudre en 1885.  
Parmi son mobilier il est à noter la dalle funéraire de Nicol Fleury, un ensemble de carrelages , une Vierge à l'enfant et des verrières. Elle avait dans son cimetière une croix de cimetière  classée et une statue équestre de saint Georges terrassant le dragon.

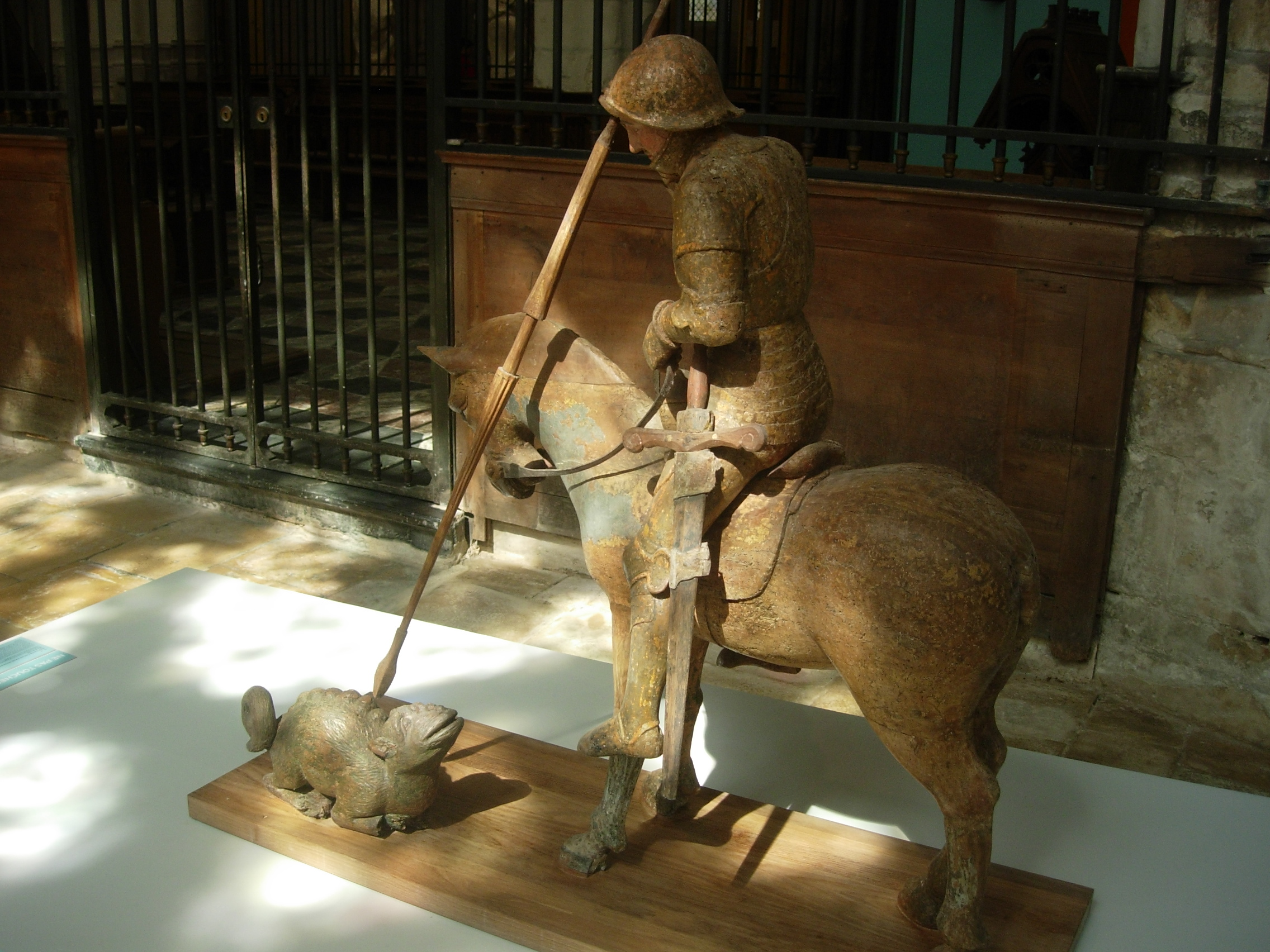
Saint Georges,
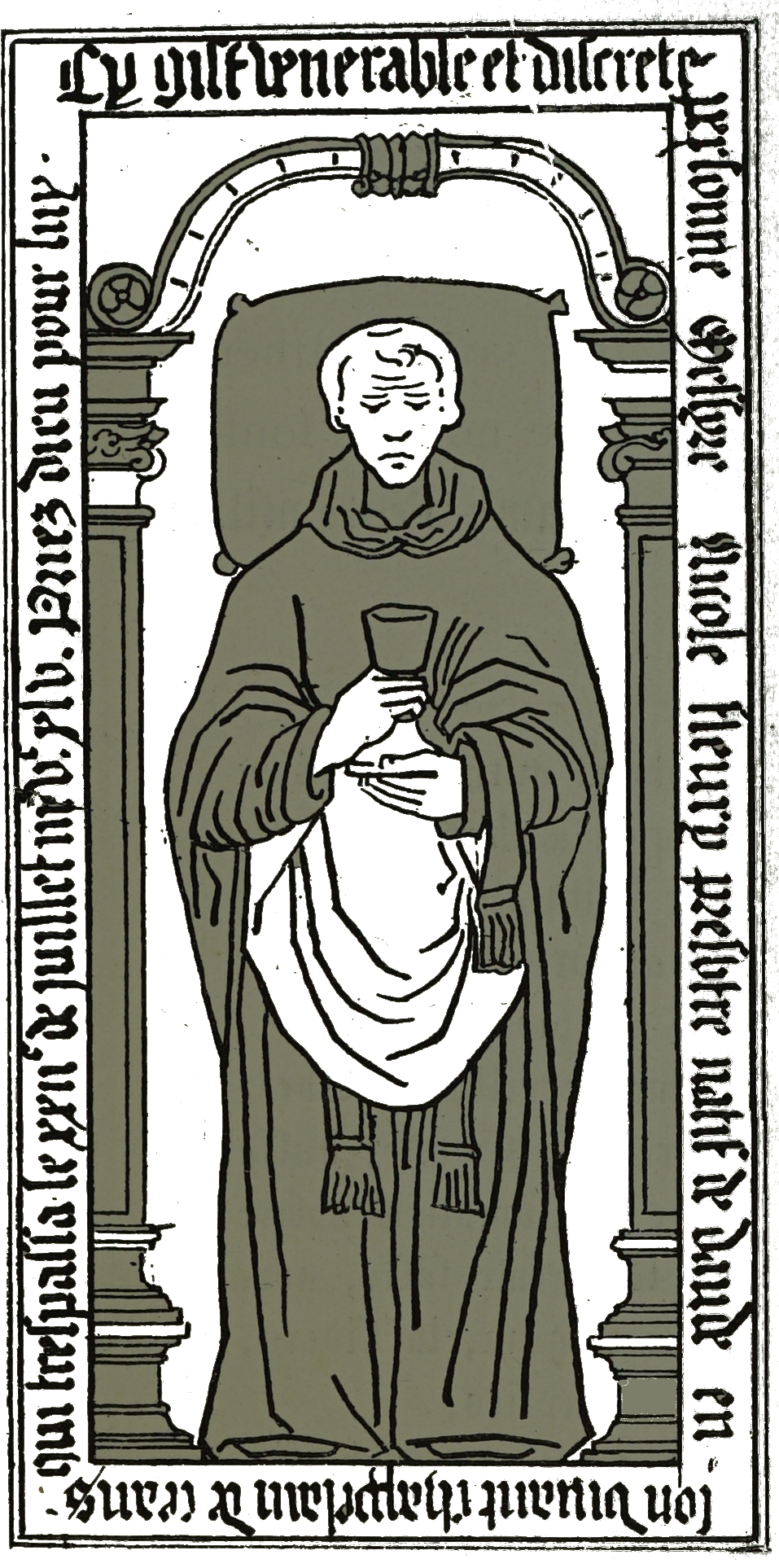
dalle de Nicole Fleury,
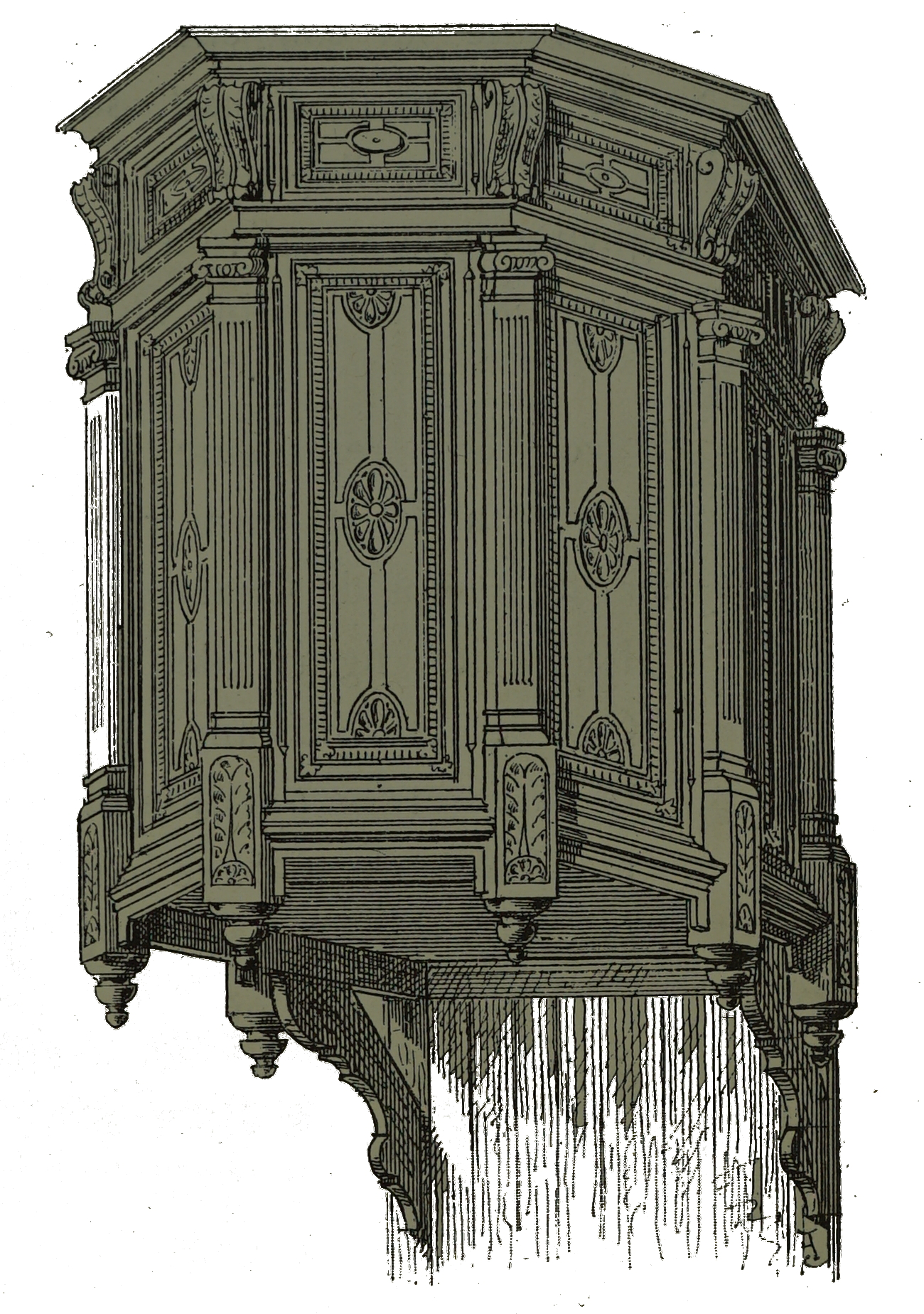
chaire[7],
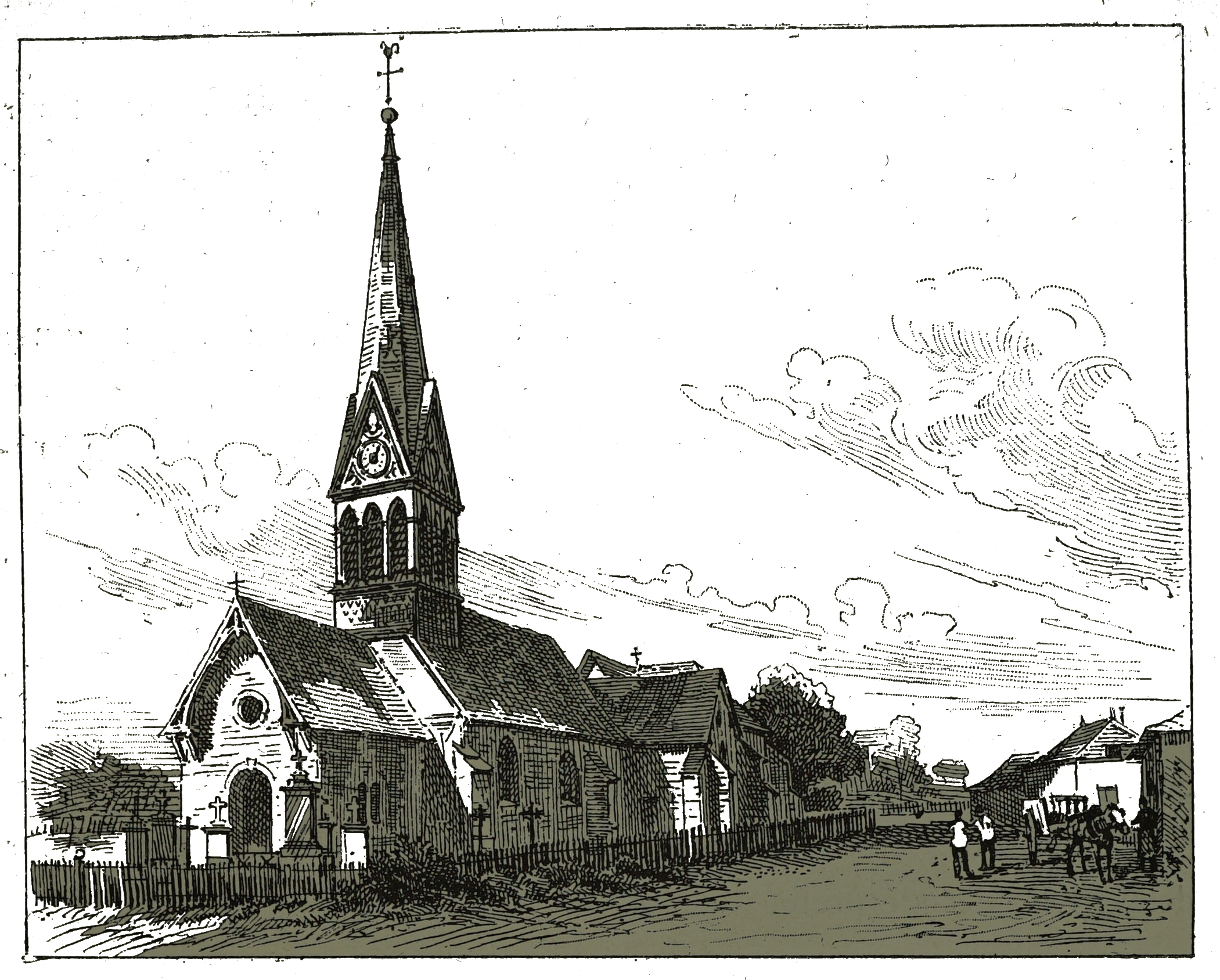
l'ancien clocher,
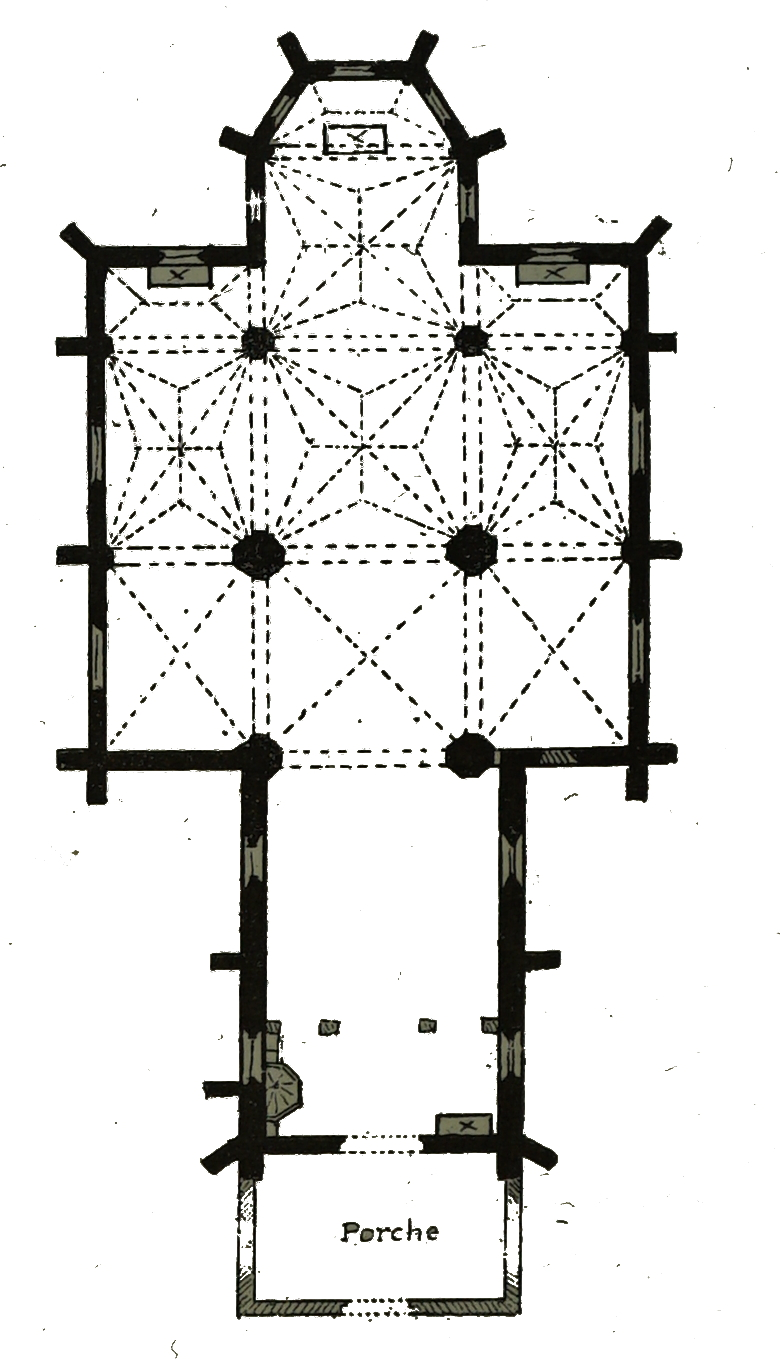
en plan.

## Localisation
L'église est située sur la commune de Laubressel, dans le département français de l'Aube.

## Historique
L'édifice est inscrit au titre des monuments historiques en 2006.